# Bell hooks
Gloria Jean Watkins (Hopkinsville, 25 september 1952 – Berea, 15 december 2021), vooral bekend onder haar pseudoniem bell hooks, was een Amerikaans schrijver, hoogleraar, feminist en sociaal en politiek activist. De naam bell hooks nam ze over van haar overgrootmoeder, Bell Blair Hooks. In haar werk richtte hooks zich op ras, kapitalisme en genderidentiteit, waarbij ze een intersectionele benadering toepaste. Ze heeft meer dan 30 boeken en verschillende wetenschappelijke artikelen gepubliceerd, gaf lezingen en verscheen in documentaires. In 2014 richtte ze het bell hooks Institute op, gevestigd aan het Berea College.

## Biografie
Hooks werd geboren in Hopkinsville, een klein dorp in de staat Kentucky. Ze was de dochter van Veodis Watkins en Rosa Bell Watkins, en had vijf zussen en een broer. Ze ging eerst naar openbare scholen die op basis van ras gesegregeerd waren. Later maakte ze de overstap naar een gemengde school, waar de docenten en leerlingen overwegend wit waren.

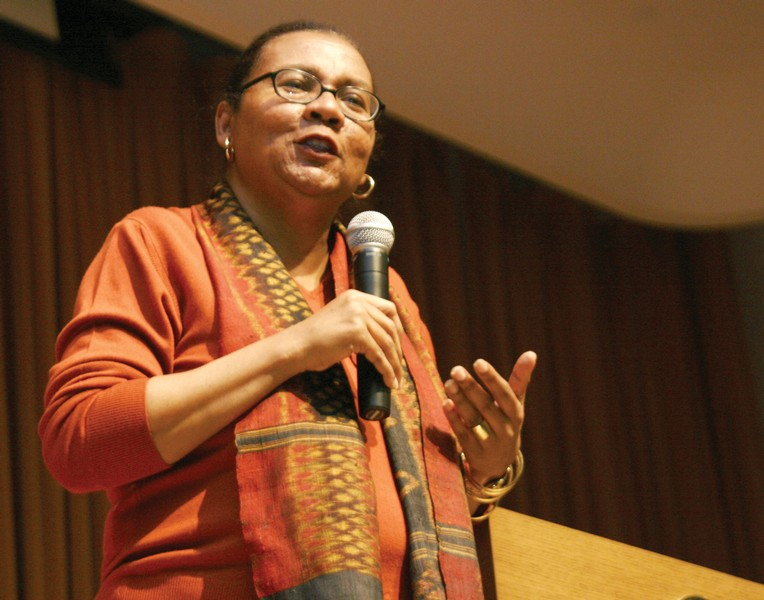
bell hooks (2009)

In 1973 behaalde ze haar Bachelor of Arts-diploma Engels aan de Stanford-universiteit en in 1976 haar Master of Arts-diploma Engels aan de University of Wisconsin-Madison. In hetzelfde jaar begon ze met lesgeven als docent Engels en Ethnic Studies aan de University of Southern California. Ze werkte in totaal drie jaar aan deze universiteit en publiceerde in 1978 haar eerste boek onder de naam bell hooks. Ze nam de naam van haar overgrootmoeder aan, omdat zij bekend stond vanwege haar "pittige en stoutmoedige uitspraken" ("snappy and bold tongue"). Hooks had hier veel bewondering voor en nam de naam over; zonder hoofdletters, om zich te onderscheiden van haar overgrootmoeder. Een andere reden om de naam met kleine letters te schrijven was om te benadrukken dat haar boodschap belangrijker is dan zijzelf. In 1980 schreef ze haar eerste bekende werk Ain't I a Woman? (Ben Ik dan geen Vrouw?), dat een jaar later gepubliceerd werd. Het boek heeft in de loop der jaren wijdverbreide erkenning verworven als een invloedrijke bijdrage aan het feministisch denken.
In 1983, na een aantal jaar geschreven en lesgegeven te hebben, promoveerde hooks in de literatuur aan de Universiteit van Californië - Santa Cruz. Haar proefschrift ging over de auteur Toni Morrison, bekend van haar romans over de Afro-Amerikaanse cultuur.
In de jaren '80 en '90 gaf ze les in verschillende hogeronderwijsinstellingen, waaronder de Universiteit van Californië - Santa Cruz en de San Francisco State University. Ze heeft functies bekleed als docent African-American Studies en Engels aan de Yale-universiteit, hoofddocent vrouwenstudies en Amerikaanse Literatuur aan Oberlin College en als docent Engelse literatuur aan de City College of New York.
Hooks heeft meer dan dertig boeken gepubliceerd, over uiteenlopende thema's. Haar onderwerpen variëren van het patriarchaat, zwarte mannen en mannelijkheid tot aan zelfhulp en seksualiteit. In 2002 gaf hooks een toespraak bij de diploma-uitreiking van Southwestern University en in 2004 ging ze aan de slag bij het Berea College in de staat Kentucky. Ze heeft ook enkele tijdelijke wetenschappelijke functies gehad aan The New School. Ook ging ze in het openbaar de dialoog aan met Gloria Steinem, Laverne Cox en Cornel West.
Hooks overleed na een ziekbed op 69-jarige leeftijd.

## Nominaties en onderscheidingen
- 1991 - The American Book Award, voor Yearning: Race, Gender, and Cultural Politics
- 1992 - "Een van de twintig meest invloedrijke boeken voor vrouwen van de afgelopen 20 jaar" door Publishers Weekly, voor Ain't I a Woman?: Black Women and Feminism
- 1994 - The Writer's Award, door het Lila Wallace–Reader's Digest Fund
- 2001 - Genomineerd voor NAACP Image Award, voor Happy to Be Nappy
- 2001 - Een van de "100 visionairen die je leven zouden kunnen veranderen", door Utne Reader
- 2002 - Kinderboek van het jaar, van: Bank Street College, voor Homemade Love
- 2002 - Genomineerd voor de Hurston-Wright Legacy Award, voor Salvation: Black People and Love
- "Een van de belangrijkste intellectuelen van ons land", door The Atlantic Monthly

## Filmografie
| - 1994 - Black Is... Black Ain't - 1995 - Give a Damn Again - 1997 - Cultural Criticism and Transformation - 1997 - My Feminism - 1999 - Voices of Power - 2002 - BaadAsssss Cinema | - 2004 - I Am a Man: Black Masculinity in America - 2004 - Writing About a Revolution: A Talk - 2004 - Happy to Be Nappy and Other Stories of Me - 2004 - Is Feminism Dead? - 2008 - Fierce Light: When Spirit Meets Action - 2012 - Occupy Love |